# لی جایوی
لی جایوی (انگلیسی: Li Jiawei؛ زادهٔ ۹ اوت ۱۹۸۱) یک بازیکن تنیس روی میز اهل سنگاپور است. 
وی در مسابقات المپیک ، جهانی ، آسیایی و بین‌المللی در مجموع برنده ۱ مدال طلا، ۸ مدال نقره، ۵ مدال برنز شده‌است.